# Fredegonde (quadrangle)

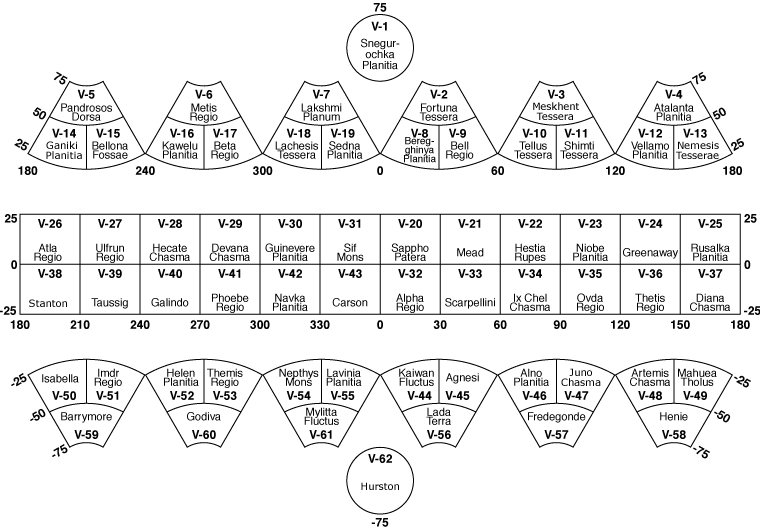
Quadrangles op Venus op schaal 1 : 5.000.000

Fredegonde (V–57; breedtegraad 50°–75° S, lengtegraad 60°–120° E) is een quadrangle op de planeet Venus. Het is een van de 62 quadrangles op schaal 1 : 5.000.000. Het quadrangle werd genoemd naar de gelijknamige inslagkrater die op zijn beurt is genoemd naar Fredegonde (545-597), de echtgenote van de Frankische koning Chilperik I.

## Geologische structuren in Fredegonde
Chasmata
- Geyaguga Chasma
- Reitia Chasma
- Xaratanga Chasma

Colles
- Ruad Colles

Coronae
- Ambar-ona Corona
- Deohako Corona
- Dunne-Musun Corona
- Ilyana Corona
- Marzyana Corona
- Mykh-Imi Corona
- Shyv-Amashe Corona
- Triglava Corona

Dorsa
- Kuldurok Dorsa
- Oshumare Dorsa

Fluctus
- Sonmunde Fluctus

Inslagkraters
- Abigail
- Abika
- Addams
- Eila
- Feruk
- Flutra
- Fredegonde
- Goncharova
- Hilkka
- Jitka
- Juanita
- Lucia
- Matahina
- Ngaio
- Sartika

Montes
- Lanig Mons
- Pahto Mons

Planitiae
- Alma-Merghen Planitia
- Laimdota Planitia
- Mugazo Planitia

Tholi
- Angrboda Tholus